# Rhodesien
Rhodesien war die Bezeichnung des Gebietes der ehemaligen britischen Kolonie Südrhodesien, der heutigen Republik Simbabwe im Süden Afrikas, nachdem das Protektorat Nordrhodesien am 24. Oktober 1964 als Republik Sambia in die Unabhängigkeit entlassen worden war. Der Name leitete sich von Cecil Rhodes ab, dem Gründer der Bergbaugesellschaft De Beers und der Kolonie. Zeitweise bildeten Süd- und Nordrhodesien zusammen mit Njassaland (heute Malawi) die Föderation von Rhodesien und Njassaland. 1980 wurde es als Republik Simbabwe unabhängig.

## Geschichte

### Einseitige Unabhängigkeitserklärung Rhodesiens

Unabhängigkeitserklärung Rhodesiens

Südrhodesien erklärte als bis dahin sich selbst regierende britische Kronkolonie am 11. November 1965 einseitig die Unabhängigkeit von Großbritannien. Premierminister Ian Smith sandte das Telegramm an den britischen Premier Harold Wilson um 13 Uhr Ortszeit (11 Uhr in London), genau in dem Moment, an dem in London während zweier Schweigeminuten der Opfer der beiden Weltkriege gedacht wurde. Daraufhin verließ der Hohe Kommissar John Baines Johnston das Land. International wurde die Unabhängigkeitserklärung von keinem Staat offiziell anerkannt, allerdings arbeiteten die benachbarten Regionalmächte Südafrika und Portugal mit der rhodesischen Regierung fortan eng zusammen. Zunächst wurde Elisabeth II. zur Königin von Rhodesien ausgerufen. Diesen Titel nahm die Königin nicht an. Der seit 1959 als ihr Vertreter amtierende rhodesische Generalgouverneur Sir Humphrey Gibbs wurde, nachdem er seine Ablehnung der einseitigen Unabhängigkeitserklärung kundgetan hatte und versucht hatte, die Regierung Smith zu entlassen, von dieser von nun an ignoriert. Als neues, die Königin vertretendes Staatsoberhaupt mit dem Titel „Officer Administering the Government“ wurde vom rhodesischen Premierminister der Vizepremier und Außenminister Clifford Dupont eingesetzt.
Südafrikas Premierminister Hendrik Frensch Verwoerd stellte am 12. November 1965, ein Tag nach der einseitigen Unabhängigkeitserklärung, mit einer öffentlichen Verlautbarung klar, dass sein Land mit allen Nachbarregierungen friedliche Beziehungen unterhält, so auch in enger Weise zu Rhodesien. „Die Probleme, die zwischen Großbritannien und Rhodesien aufgetreten sind, sollten ein Streit zwischen diesen Regierungen bleiben.“ Südafrika werde sich weder einmischen noch diesen Konflikt kommentieren. An Maßnahmen gegen das Nachbarland, wie etwa ein Boykott, werde sich Südafrika nicht beteiligen, weil es ein solches Vorgehen aus grundsätzlichen Erwägungen für falsch halte. In einer Rede vom 4. März 1966 in Durban (berichtet in der Rand Daily Mail, 5. März 1966) fügte Verwoerd hinzu, dass er nicht bereit sei, Warenlieferungen nach Rhodesien zu behindern, sofern sich Südafrika diese Ausfuhren leisten könne.
Sein Amtsnachfolger Johannes Vorster bekräftigte diese Positionen in der Nationalversammlung Südafrikas, wonach es keine Einmischung in die inneren Angelegenheiten eines anderen Landes geben wird. Dabei zitierte Vorster eine Aussage seines Amtsvorgängers: „Wir haben die klare Haltung eingenommen, dass wir uns unter keinen Umständen, weder unter Druck noch unter Zwang, an Boykotten oder Sanktionen beteiligen werden.“

### Ausrufung der Republik Rhodesien
Am 2. März 1970 rief die Regierung die Republik aus und Dupont wurde der erste Präsident Rhodesiens. Offiziell betrachtete Großbritannien Rhodesien immer noch als Kolonie. Viele Staaten boykottierten Rhodesien. So beschloss das Internationale Olympische Komitee am 22. August 1972, die rhodesische Olympiamannschaft von den Olympischen Spielen in München auszuschließen. Im Jahr 1972 begann der rhodesische Bürgerkrieg. Um die Guerillakämpfe zu beenden, begann 1976 in Genf die Rhodesien-Konferenz.
Ende September 1976 kam es in Washington zu einem Treffen einiger Diskussionspartner, um die Errichtung eines internationalen Trust zur Unterstützung des Landes zu erörtern. Südafrikas US-Botschafter Pik Botha bot hierbei Rhodesien alternativ die Aufnahme von immigrationswilligen Weißen an.

### Simbabwe-Rhodesien, Lancaster-House-Abkommen und staatliche Unabhängigkeit
Premierminister Ian Smith vereinbarte 1978 im Internal-Settlement-Abkommen mit zwei gemäßigten Parteien aus der schwarzen Bevölkerung Parlamentswahlen. Nach deren Durchführung im selben Jahr stellte die schwarze Bevölkerungsmehrheit mit Bischof Abel Muzorewa erstmals den Premierminister (Simbabwe-Rhodesien). Dennoch blieben die Sanktionen bestehen, da die teilweise kommunistisch beeinflussten Guerillabewegungen ZANU und ZAPU nicht beteiligt worden waren. Ende 1979 gelang der Konferenz mit dem Lancaster-House-Abkommen ein Durchbruch. Das Land wurde vorübergehend wieder Kronkolonie Großbritanniens, unter dessen Aufsicht im März 1980 Wahlen unter Beteiligung aller politischen Gruppen stattfanden, welche die ZANU-Partei von Robert Mugabe gewann. Am 18. April 1980 wurde das unabhängige Simbabwe proklamiert.

## Wirtschaft
Die internationalen Sanktionen gegenüber Rhodesien führten dazu, dass sich die zuvor agrarisch geprägte Wirtschaft des Landes industrialisierte. Der Aufbau einer verarbeitenden Industrie und der Ausbau der Minen schufen in den 1970er Jahren eine spürbare Verbesserung der zunächst rückgehenden Wirtschaftsleistung. Im Bergbau wurde vor allem die Förderung von Chromerzen ausgeweitet. Die Prosperität wurde auch dadurch unterstützt, dass viele Staaten der EG und des Ostblocks den Sanktionen wenig Beachtung schenkten.

## Trivia
Der Asteroid (1197) Rhodesia wurde nach dem Gebiet benannt.
Der Parasit der Schlafkrankheit Trypanosoma brucei rhodesiense wurde ebenfalls nach dem Gebiet benannt.
Im Jahr 2014 veröffentlichte die luxemburgische Band Rome das Album „A Passage To Rhodesia“, in dem der Rhodesien-Konflikt aus der Perspektive beider Konfliktparteien thematisiert wird.